# Ferraris–Arno-féle aszinkron fázisváltó
Az egyfázisú motornak azt a tulajdonságát, hogy a szinkron fordulatszám közelében az ellenforgó mező erős csökkenése miatt a légrésben majdnem ugyanolyan forgómező alakul ki, mint a háromfázisú motorban, fel lehet használni arra, hogy az egyfázisú hálózatból háromfázisút állítsanak elő. Ezt használta ki a Ferraris–Arno-féle aszinkron fázisváltó.

## Működése

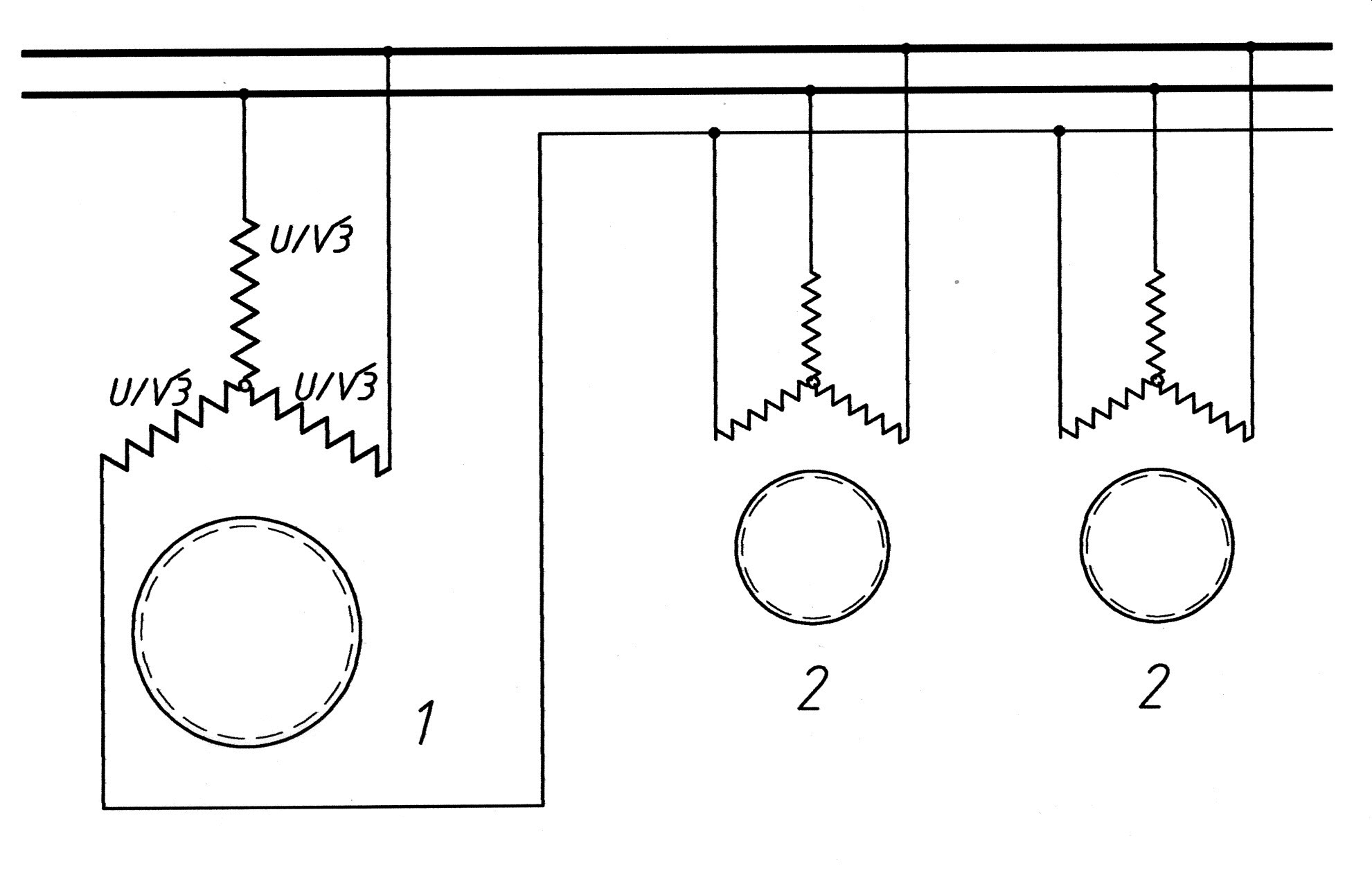
Ferraris-Arno asszinkron fázisváltója. 1. átalakító. 2. háromfázisú motor

Ha egy háromfázisú motor csillagba kapcsolt három tekercséből kettőt egy egyfázisú hálózatra kapcsolják, a szinkron fordulatszám közelében az elleneforgó mező hatásától eltekintve a veleforgó mező az állórész három fázistekercsében szimmetrikus háromfázisú feszültséget indukál. Az így sorbakapcsolt két fázistekercs eredője éppen az egyfázisú hálózat U vonalfeszültségével egyenlő. A harmadik tekercs vége a csillagponthoz képest U/√3, bármelyik hálózati feszültséghez képest pedig U feszültségen van. Ha tehát a nyitott fázistekercs végét egy vezetékhez kötjük, ez a hálózat két vezetőjével együtt háromfázisú hálózatot alkot, és erről már háromfázisú aszinkron motorok táplálhatók. Ez a Ferraris–Arno-féle aszinkron fázisváltó.
Az átalakító nagyobb teljesítményű, rövidrezárt forgórészű motor, amely üresen jár és közel a szinkron fordulattal forog. A háromfázisú hajtómotorok két fázistekercsének végét az egyfázisú hálózat vezetékeihez kapcsolják, míg a harmadik kivezetés a fázisváltó harmadik tekercséről jövő vezetékhez csatlakozik. A fázisváltóban levő elleneforgó mező annyiban befolyásolja a jelenségeket, hogy az általa indukált fázisfeszültségek hozzáadódnak a veleforgó mező által létesített feszültségekhez, így a tekercsek eredő feszültségei nem adnak teljesen szimmetrikus háromfázisú rendszert. Minél közelebb van a fázisváltó fordulatszáma a szinkron ponthoz, annál kisebb az elleneforgó mező, így annál szimmetrikusabb a hálózat.

## Használata
A berendezés ott használható, ahol háromfázisú hálózat kiépítése még nem gazdaságos, de már annyi motor dolgozik, hogy a háromfázisú motoroknak az előnyei már kompenzálják a beruházás költségeit.
Folytak kísérletek a villamos-vontatásban történő alkalmazására is. A kísérletek nem hozták a várt eredményt. Helyette a Kandó Kálmán által megvalósított fázisváltó terjedt el.